# Slaget vid Dennewitz
Slaget vid Dennewitz var en militär drabbning vid Dennewitz, 68 kilometer sydväst om Berlin, den 6 september 1813, under Napoleonkrigen. Under ledning av Sveriges kronprins Karl Johan besegrade den allierade nordarmén fransmännen som anfördes av marskalk Ney.

## Slaget
Efter marskalk Oudinots misslyckade anfall mot Berlin och slaget vid Grossbeeren den 23 augusti fick marskalk Ney befälet över hans trupper på omkring 60 000 man och bröt den 5 september upp från Wittenberg för att över Jüterbog och Baruth förena sig med Napoleon. Under marschen kom de i kontakt med delar av den av Bernadotte anförda nordarmén på omkring 100 000 man. Ney lyckades vid Zahna slå tillbaka nordarméns västra flygel, men den 6 september tvingades han med sina 4:e och 7:e kårer till strid med Bernadottes preussiska trupper vid Dennewitz. Neys återstående kår, den 12:e insattes på ett olyckligt sätt och kunde inte på ett bra sätt understödja de båda andra. Under tiden fullbordade Bernadotte uppmarschen med de ryska och svenska kårerna. Av dessa sändes en del lättrörliga trupper, bland annat två svenska batteri, i förväg och insattes verksamt i striden. Då huvudarmén nådde stridsplatsen var slaget redan avgjort. 
Marskalk Neys trupper gick i flyktartat återtåg söderut mot Torgau.
Klockan fyra anlände de svenska trupperna för att förstärka den preussiska sidan. De franska trupperna tog därmed till reträtt.

## Förluster
Den franska sidan förlorade cirka 9 000 man i döda och sårade, och 14 000 man blev fångar, 50 kanoner och 400 vagnar förnödenheter. Den allierade Nordarmén förlorade 10 500 inklusive sårade, varav cirka 30 svenskar.

## Bilder

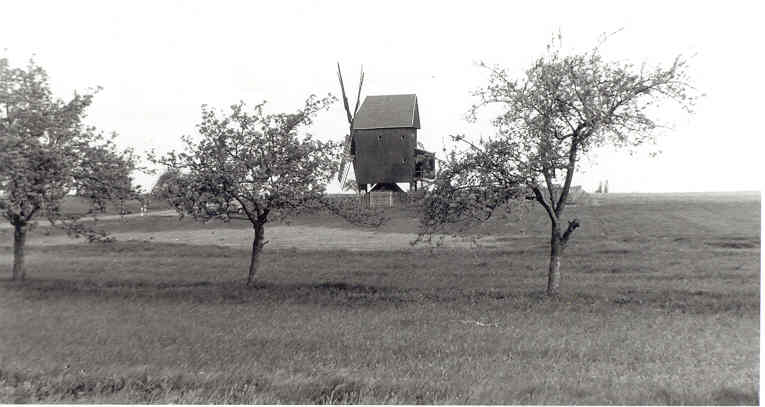
Slagfältet vid Dennewitz, våren 1996.
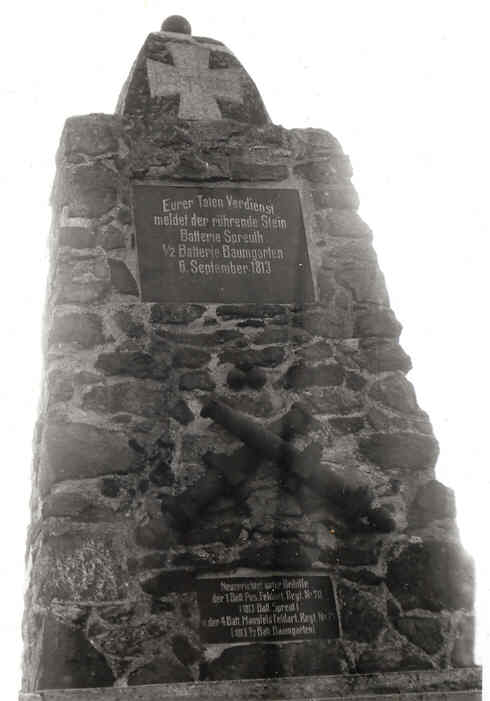
Det har rests ett stort antal minnesmärken över slaget vid Dennewitz 1813.
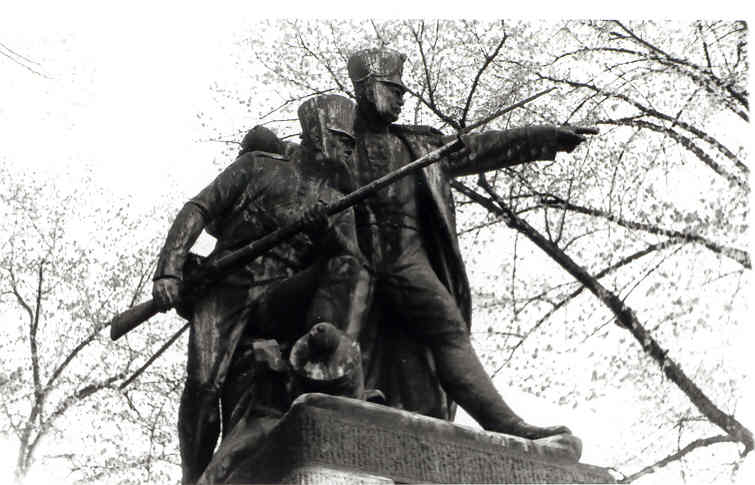
Ett minnesmärke över slaget vid Dennewitz i Tyskland hösten 1813.
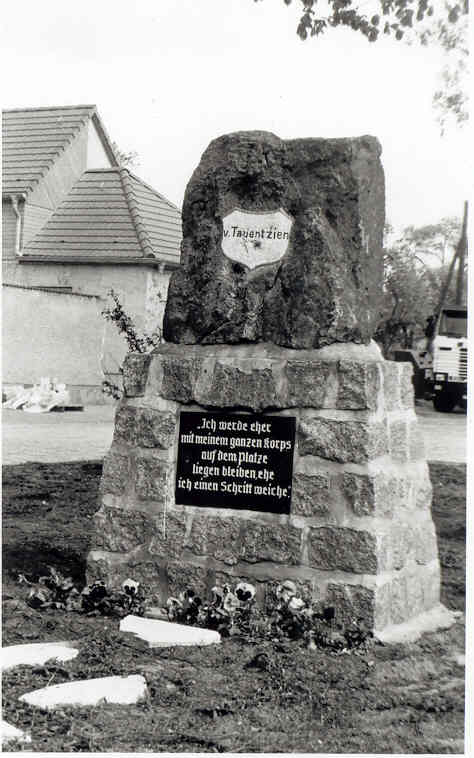
Minnesmärke rest över den Preussiske generalen Bogislav Friedrich Emanuel von Tauentzien, som deltog i slaget vid Dennewitz 1813.
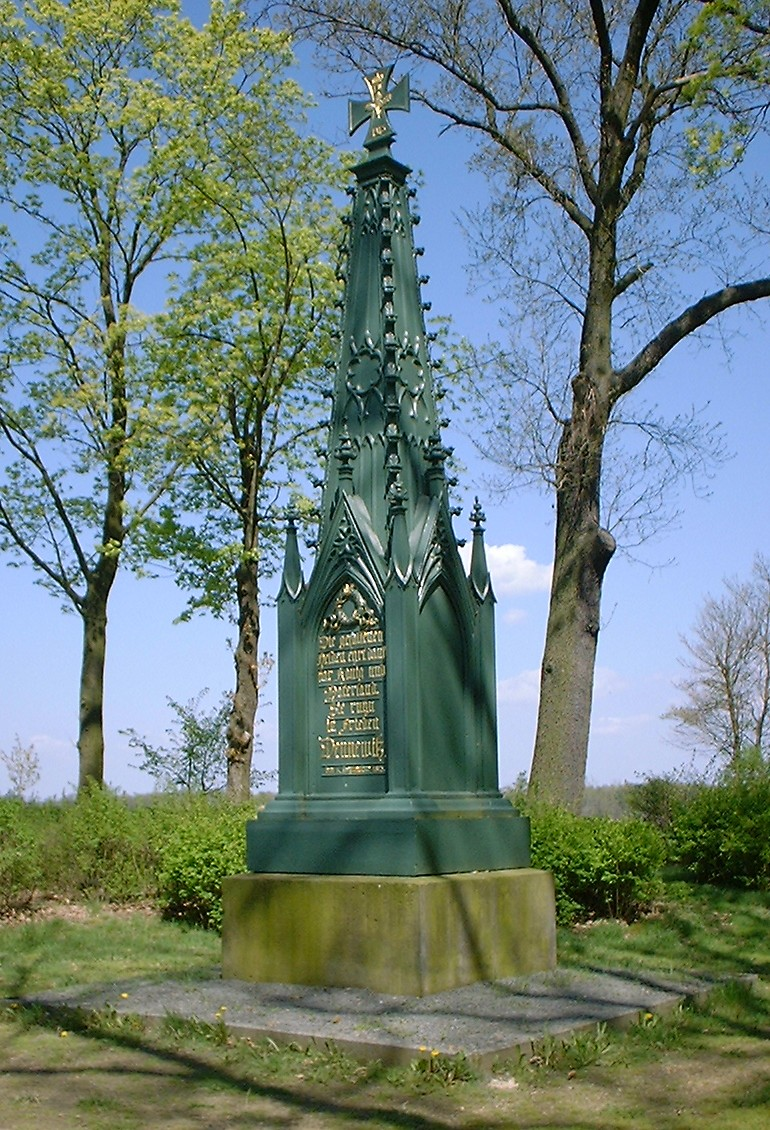
Minnesmärke över slaget.